# Jürgen Werner
Jürgen Werner (15. srpna 1935 – 28. května 2002) byl německý fotbalista, novinář a funkcionář.
Werner, záložník, přišel z mládežnického týmu Hamburger SV přímo do prvního týmu, podobnou cestou jako Uwe Seeler, a za své osmileté zkušenosti v prvním týmu v letech 1955 až 1963 má na kontě titul mistra Německa z roku 1960. V roce 1963 odmítl podepsat profesionální smlouvu, měl se stát učitelem a odejít do fotbalového důchodu. Na částečný úvazek také pracoval jako novinář týdeníku Die Zeit a později se stal předsedou technické komise Německého fotbalového svazu. Tuto pozici převzal v roce 1986. Ve druhé polovině devadesátých let byl členem dozorčí rady HSV.
Werner odehrál čtyři zápasy za německý národní tým v letech 1961 až 1963 a byl vybrán na Mistrovství světa ve fotbale 1962, ale kvůli zranění z tréninku se na turnaji neobjevil.
Byl technicky zdatným záložníkem a inteligentním hráčem, který se později stal ředitelem pro právnické vzdělávání v Hamburku.
Jürgen Werner zemřel 28. května 2002 na rakovinu. Na jeho počest byla akademie Hamburger SV pojmenována Jürgen Werner Schule.